# Rörtjärnarna, Hälsingland
Rörtjärnarna är en sjö i Härjedalens kommun i Hälsingland och ingår i Ljusnans huvudavrinningsområde.